# Can Draper (Sant Celoni)
Can Draper és una masia de Sant Celoni (Vallès Oriental) inclosa a l'Inventari del Patrimoni Arquitectònic de Catalunya. Prop de la masia hi ha un pou de glaç que data del segle xviii.

## Descripció
És un edifici de planta rectangular, consta de planta baixa, dos pisos i golfes. La coberta és a dues aigües, la façana és de composició simètrica i senzilla. A un costat hi ha un cos sobresortint de la coberta que és una galeria a la part alta, és a dir, consta de dos pisos, la planta baixa o primer pis és tancat, però el segon és una galeria oberta amb algunes portes amb vidres emplomats. Estava mal cuidada.

## Història
La data de construcció no és coneguda, però té les característiques d'una gran casa pairal. N'hi ha esments des de 1151, quan tenia el nom de mas Barceló. Una darrera gran reforma data de l'any 1860.